# Mikey Welsh
Michael Edward "Mikey" Welsh (Siracusa, Nueva York; 20 de abril de 1971-Chicago, Illinois; 8 de octubre de 2011) fue un artista y músico estadounidense conocido por haber sido bajista de la banda Weezer.
Mikey conoció a Rivers Cuomo —líder de la banda Weezer— en 1998, durante las grabaciones del proyecto Homie. Perteneció a Weezer desde 2000 hasta finales de 2001, reemplazando a Matt Sharp en el bajo. Tuvo que dejar la banda cuando sufrió una crisis mental y problemas de drogadicción. Poco después, se retiró de la música para centrarse en su carrera artística.
Fue encontrado muerto en la habitación de un hotel en Chicago el 8 de octubre de 2011, a los 40 años.

## Discografía

### Con Weezer
- 2001 – Varios sencillos de Weezer
- 2001 – Weezer
- 2005 – Winter Weezerland

### Con The Kickovers
- 2002 – Osaka

### Con Juliana Hatfield
- 1998 – Bed
- 2000 – Juliana's Pony: Total System Failure
- 2002 – Gold Stars 1992–2002: The Juliana Hatfield Collection

### Con Jocobono
- 1995 – Jocobono

### Con Heretix
- 1993 – The Adventures of Superdevil